# Ballou Tabla
Ballou Jean-Yves Tabla (ur. 31 marca 1999 w Abidżanie) – kanadyjski piłkarz występujący na pozycji napastnika w hiszpańskim klubie Albacete Balompié.

## Dzieciństwo
Tabla urodził się na Wybrzeżu Kości Słoniowej, ale jako dziecko przeprowadził się do Kanady. Wychował się w Quebec.

## Kariera klubowa

### Wczesna kariera
Tabla dołączył do akademii Montrealu Impact w 2012 roku. 9 grudnia 2013 roku, opuścił ją, aby dołączyć do lokalnego klubu CS Panellinios. W kwietniu 2015 roku, wrócił do Montrealu, jako zawodnik drużyny U-18. Jego drużyna ukończyła rozgrywki U.S. Soccer Development Academy na pierwszym miejscu. Grał również dla innego lokalnego zespołu – Jets Pointe-aux-Trembles.

### FC Montreal
10 listopada 2015 roku został zawodnikiem występującego w United Soccer League (drugi poziom rozgrywkowy w Stanach Zjednoczonych) FC Montrealu. Swój profesjonalny debiut zaliczył 9 kwietnia 2016 roku w przegranym 1–2 meczu z Toronto FC II. W tym samym meczu strzelił swoją pierwszą profesjonalną bramkę w karierze. W czasie swojego pobytu w FC Montrealu, Tabla regularnie trenował z pierwszym zespołem, w którym grał m.in. Didier Drogba. W lutym 2016 roku, Tabla oraz trzech jego kolegów z drużyny trenowali z włoską drużyną Bologna FC.
W kwietniu 2016 roku, ujawniono, że Tablą interesuje się kilka wielkich zespołów takich jak: Arsenal, Manchester City, Chelsea czy FC Barcelona. Został zauważony przez skautów na meczu U-20 w marcu 2016 roku, w którym reprezentowana przez Tablę Kanada pokonała Anglię 2–1. Okazało się również, że kilka europejskich klubów pytało o wzięcie piłkarza na testy.

### Montreal Impact
20 października 2016 roku, Montreal Impact ogłosił, że Tabla podpisał dwuletni kontrakt, jako zawodowy gracz.
8 sierpnia 2017 roku, Montreal Gazette poinformował, że Tabla „opuścił wtorkowy trening, z powodu oferty, którą klub z MLS miał otrzymać za 18-latka od europejskiego klubu”. Następnego dnia Tabla, przeprosił fanów za pośrednictwem Twittera.

### FC Barcelona B
25 stycznia 2018 roku, Tabla został zawodnikiem Barcelony B, podpisując trzyletni kontrakt z możliwością przedłużenia go o dwa lata. Klauzula odstępnego piłkarza wynosi 25 milionów euro, lecz może ona wzrosnąć do 75 milionów euro po przedłużeniu kontraktu.
6 marca 2018 roku otrzymał powołanie do pierwszego zespołu Barcelony na mecz z Espanyolem w ramach Superpucharu Katalonii, jednak nie zagrał w tym spotkaniu. 29 lipca tego samego roku udało mu się zadebiutować w pierwszym zespole przeciwko Tottenhamowi w ramach International Champions Cup zmieniając w 69 minucie meczu Carlesa Péreza.

## Kariera reprezentacyjna
Tabla reprezentował Kanadę na szczeblach U-15, U-17, U-18 i U-20. Został powołany na mistrzostwa CONCACAF U-17 w 2015 roku. W 2014 roku został ogłoszony „Zawodnikiem roku U-17 w Kanadzie”. W sierpniu 2016 roku Tabla został powołany na mecze towarzyskie reprezentacji U-20 z Kostaryką. W 2016 roku został ogłoszony zawodnikiem roku U-20 w Kanadzie.

## Osiągnięcia

### Barcelona
- Liga Młodzieżowa UEFA: 2017/2018[13]

### Indywidualne
- Zawodnik roku U-20 w Kanadzie: 2016
- QSF „Młodzieżowy zawodnik doskonałości”: 2014, 2015
- Zawodnik roku U-17 w Kanadzie: 2014